# Simon Aarse
Simon Aarse, né le 28 décembre 1900 à Amsterdam et mort le 13 février 1986 dans la même ville, est un espérantiste néerlandais.

## Biographie
Simon Aarse nait le 28 décembre 1900 à Amsterdam, aux Pays-Bas. En janvier 1930, il devient espérantiste. Il donne de nombreux cours, ainsi que plusieurs discours aux Pays-Bas et en Suède. Il produit également des traductions et des articles en espéranto.

## Œuvres

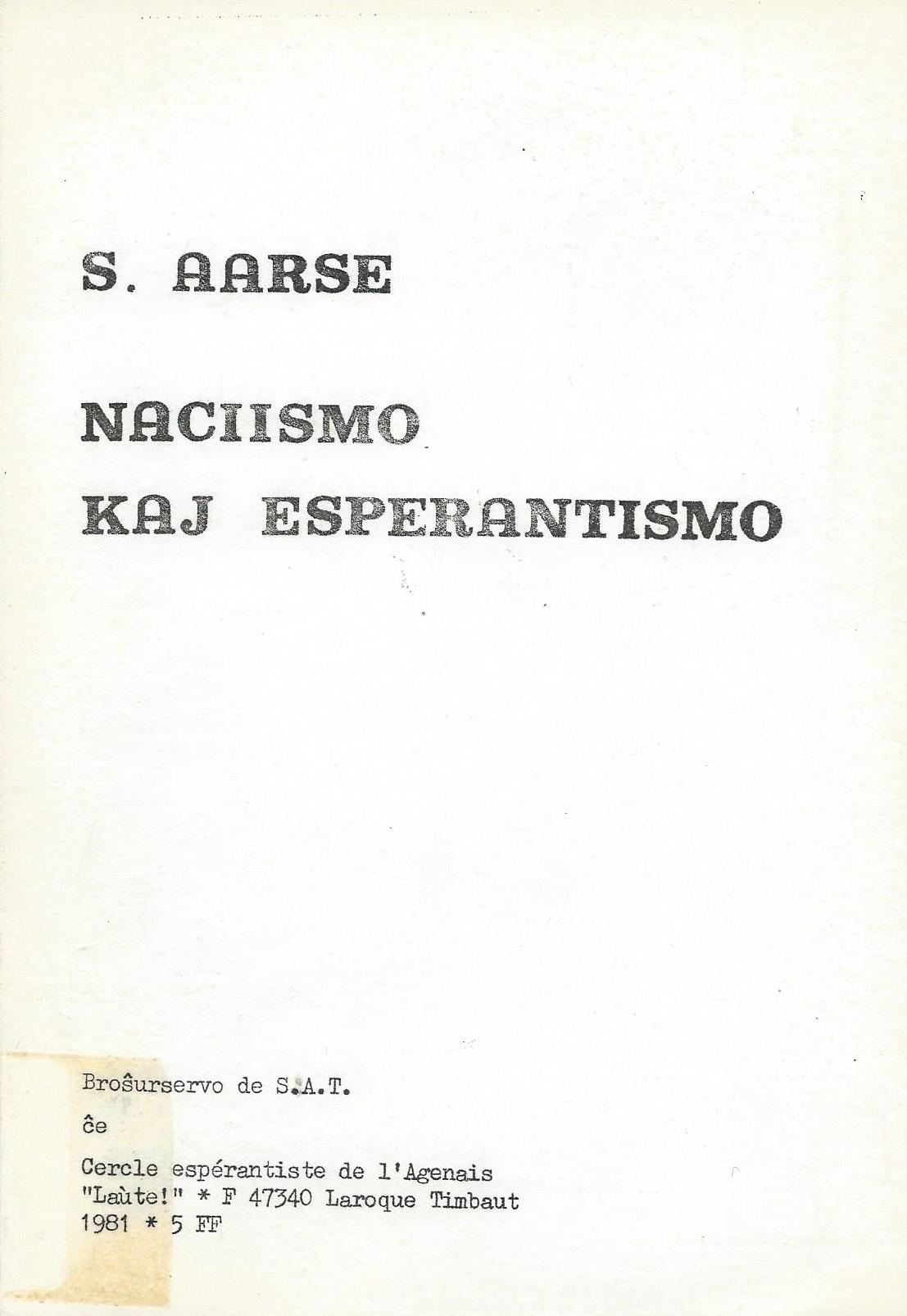
Naciismo kaj Esperantismo, paru en 1981.

### Livres
- (eo) Naciismo kaj esperantismo

### Articles
- (eo) Baruch Spinoza, « La Filozofo de la Homa Feliĉo », Sennacieca Revuo, no 98,‎ 1970, p. 28-44 (lire en ligne)
- (sv) « Kan arbetar-esperantisten vara ”neutral”? », Swedish Worker Esperantist, vol. 12, no 2,‎ 1933, p. 5
- (eo) Religio kaj kapitalismo (lire en ligne)